# Helion (uitgeverij)

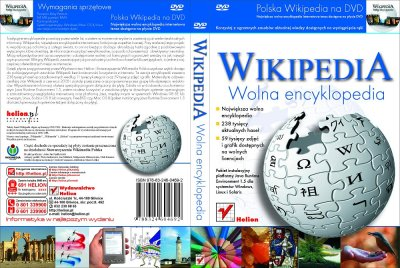
De door Helion uitgebrachte dvd-versie van de Poolstalige Wikipedia

 GW Helion (Pools: Grupa Wydawnicza Helion SA) is een gespecialiseerde Poolse uitgeverij die in 1991 in Gliwice werd opgericht. De uitgeverij bracht aanvankelijk alleen literaire publicaties uit op het gebied van de informatica, maar legde zich gaandeweg ook toe op andere domeinen zoals de bedrijfseconomie, de bellettrie en het maken van gidsen op het gebied van onder andere psychologie en toerisme. 
In juli 2007 bracht GW Helion een versie van de Poolstalige Wikipedia op dvd uit.

## Merken
Binnen GW Helion bestaan een aantal verschillende merken, waaronder:
- Helion - computerboeken
- Helion Edukacja - schoolboeken
- Onepress - literatuur over economie
- Editio - non-fictie
- Sensus - psychologische literatuur
- Septem - handboeken met algemene informatie
- Bezdroża - gidsen met toeristische informatie